# 春乃はなみ
春乃 はなみ（はるの はなみ、1982年4月19日 - ）は、東京都出身のストリッパー、船橋若松劇場所属。
2005年4月21日に同劇場にてデビュー。
身長163cm・スリーサイズはB92(Eカップ)・W65・H95 
血液型はB型。
趣味は裁縫と絵画及びUFOキャッチャー。
2011年8月20日　若松劇場にて引退。